# Vielle-Aure
Vielle-Aure (okzitanisch: Vièla) ist eine französische Gemeinde mit 304 Einwohnern (Stand: 1. Januar 2022) im Département Hautes-Pyrénées in der Region Okzitanien. Sie gehört zum Arrondissement Bagnères-de-Bigorre und zum Kanton Neste, Aure et Louron.

## Geographie
Die Gemeinde Vielle-Aure liegt in den Pyrenäen an der Neste d’Aure, etwa 27 Kilometer südsüdöstlich von Bagnères-de-Bigorre und 20 Kilometer nordöstlich der Grenze zu Spanien. Umgeben wird Vielle-Aure von den Nachbargemeinden Bagnères-de-Bigorre im Nordwesten und Norden, Aulon im Norden, Guchen im Norden und Nordosten, Guchan im Nordosten, Bourisp im Osten, Sailhan im Südosten, Saint-Lary-Soulan und Vignec im Süden sowie Barèges im Westen und Nordwesten. Zur Gemeinde gehört die über einen Wanderweg verbundene Exklave Le Néouvielle.

## Bevölkerungsentwicklung
| Jahr      | 1962 | 1968 | 1975 | 1982 | 1990 | 1999 | 2006 | 2013 | 2020 |
| Einwohner | 230  | 196  | 221  | 205  | 285  | 343  | 357  | 346  | 317  |

## Sehenswürdigkeiten
- Kirche Saint-Barthélemy aus dem 12. Jahrhundert, Monument historique seit 1944
- Kapelle Saint-Pierre aus dem 12. Jahrhundert in der Ortschaft Agos, Monument historique seit 1863
- Kapelle Saint-Antoine-de-Padoue aus dem 16. Jahrhundert

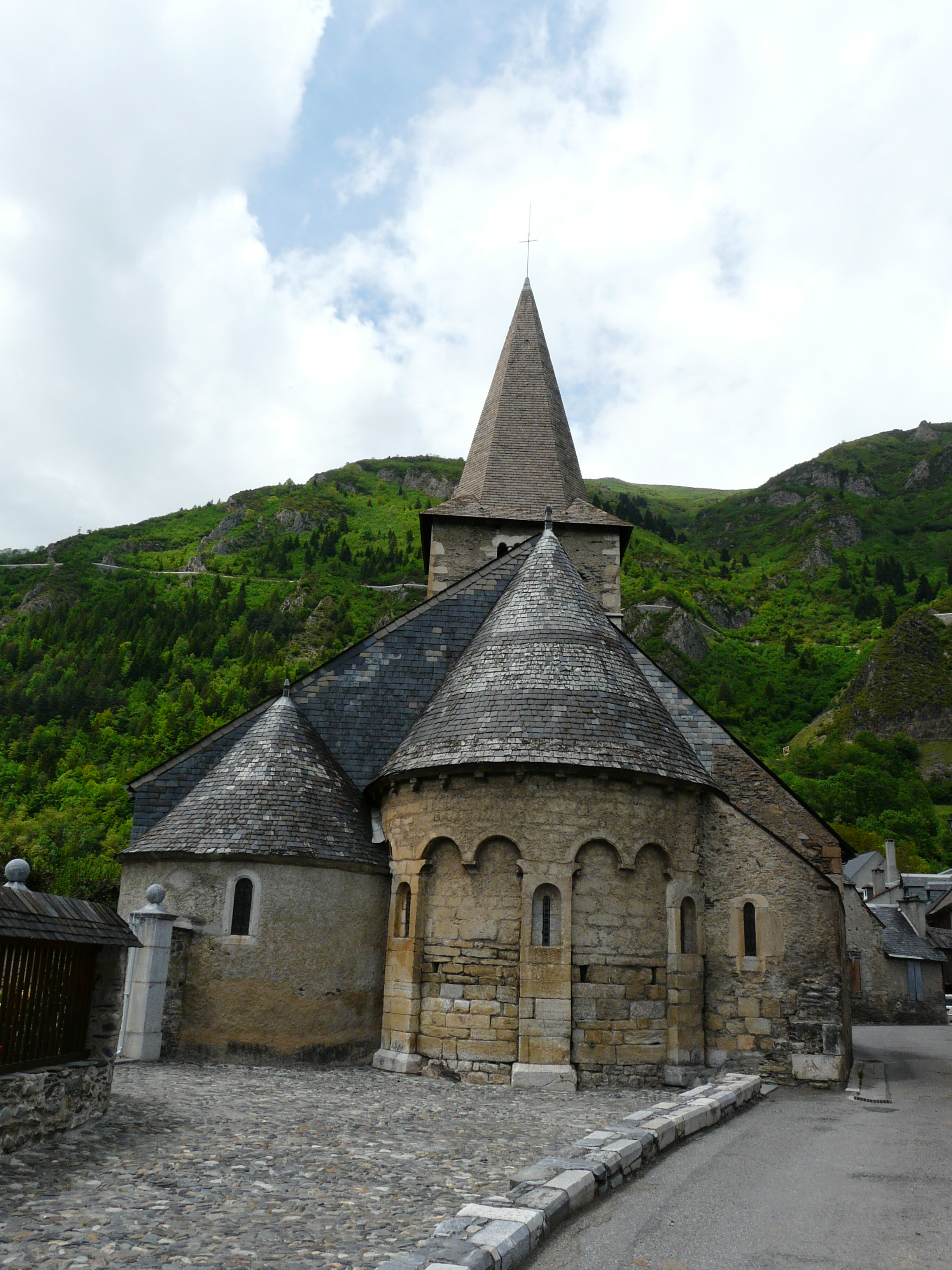
Kirche Saint-Barthélémy
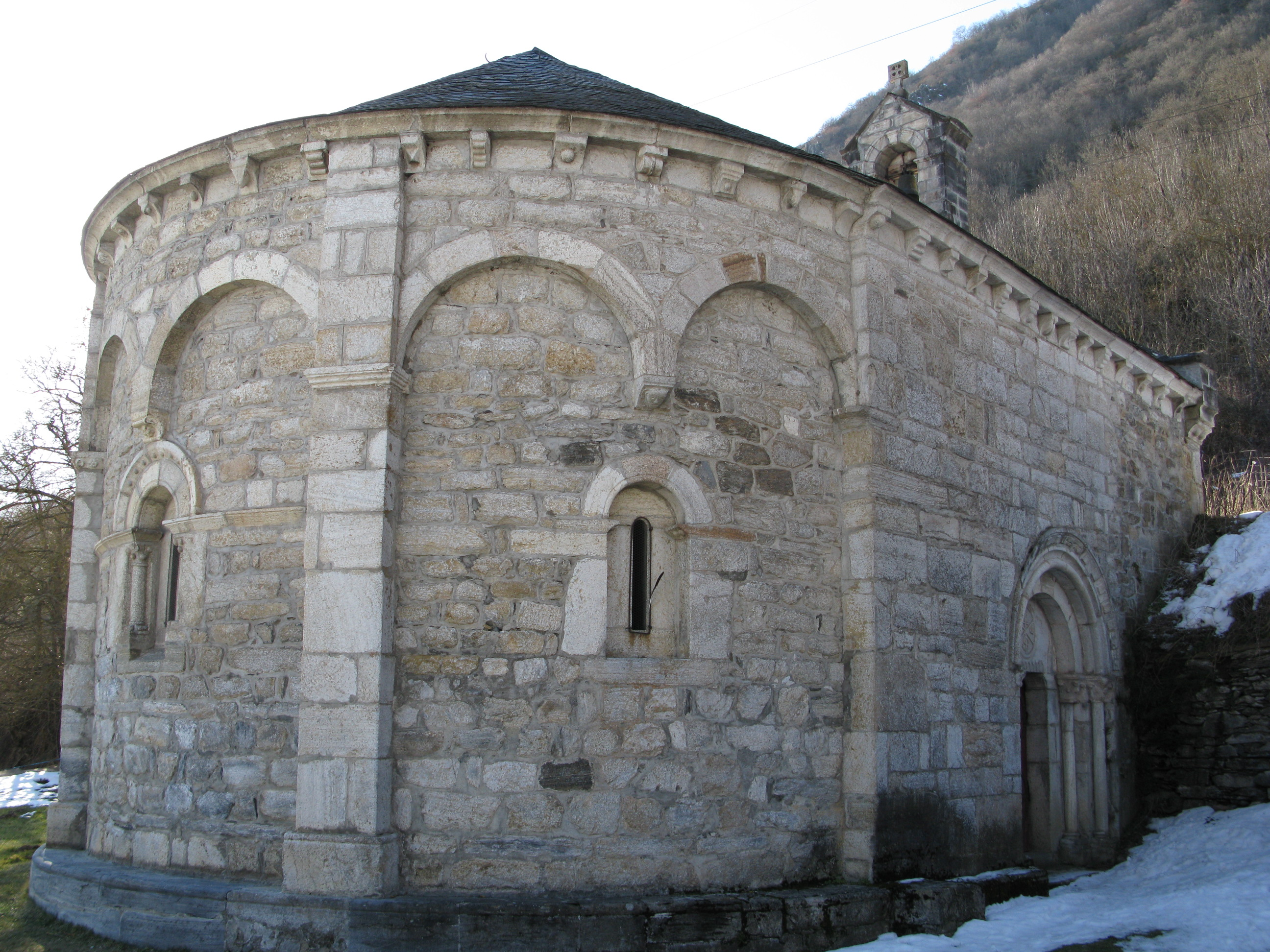
Kapelle Saint-Pierre
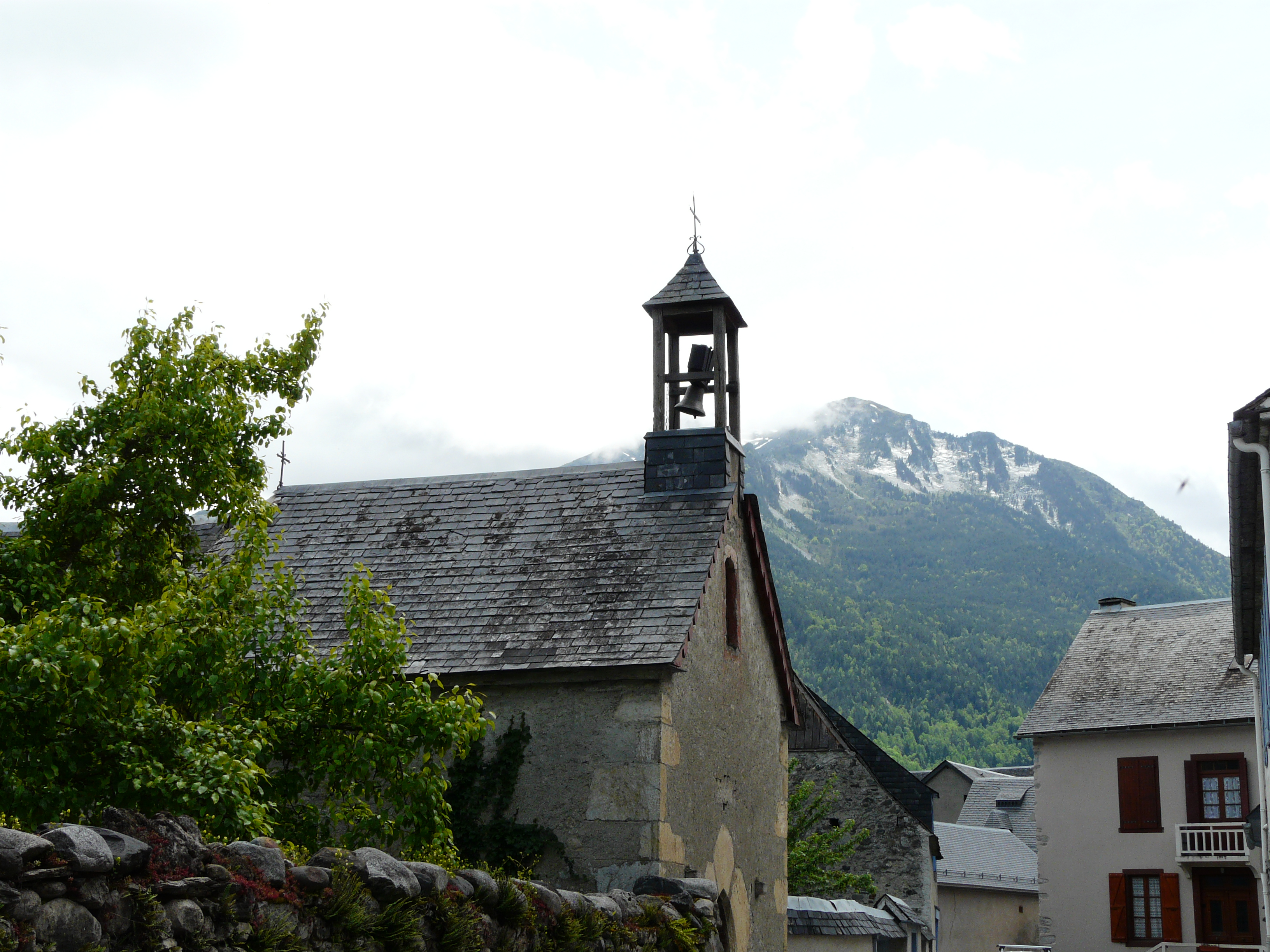
Kapelle Saint-Antoine-de-Padoue
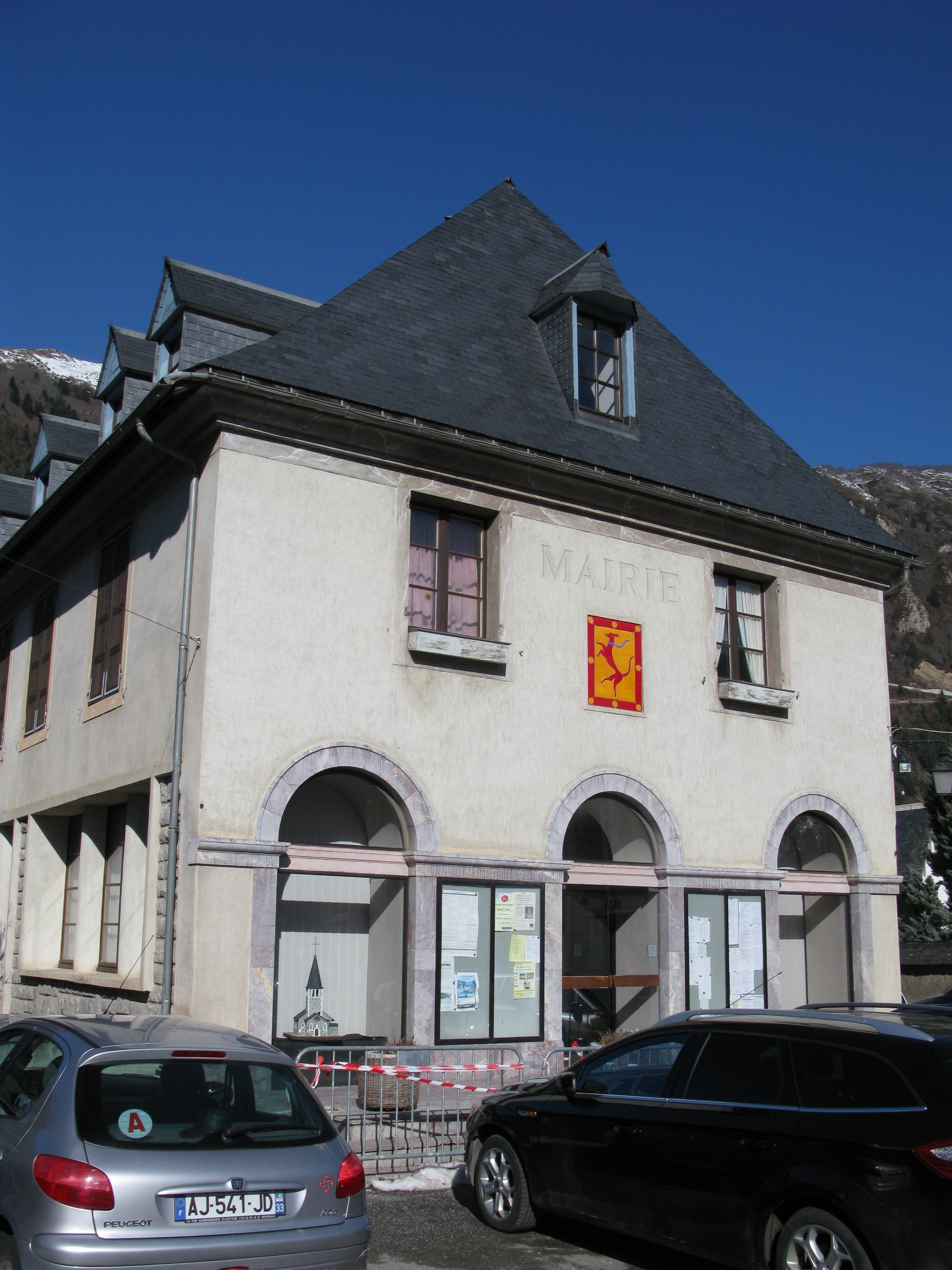
Rathaus (Mairie) von Vielle-Aure
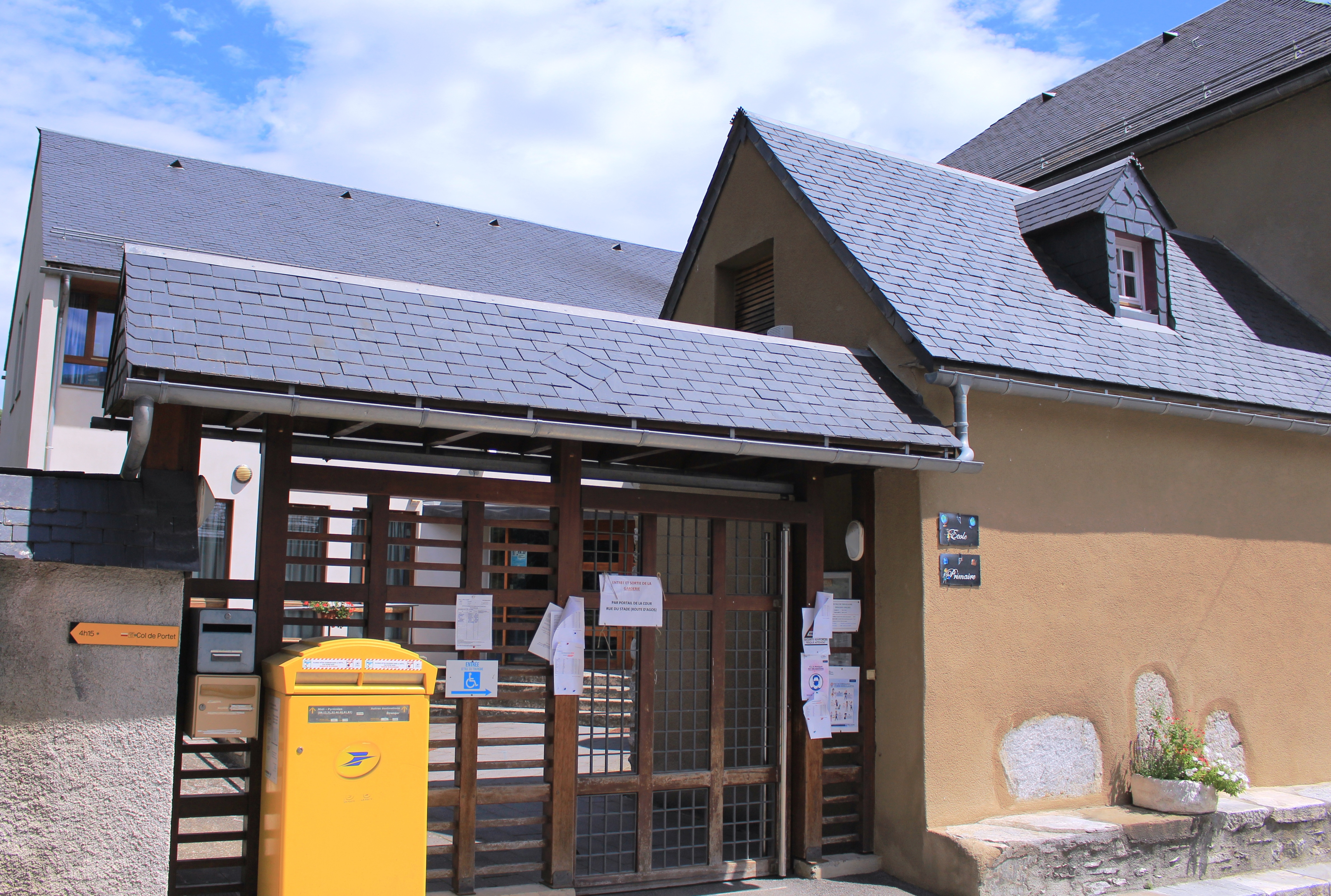
Schule
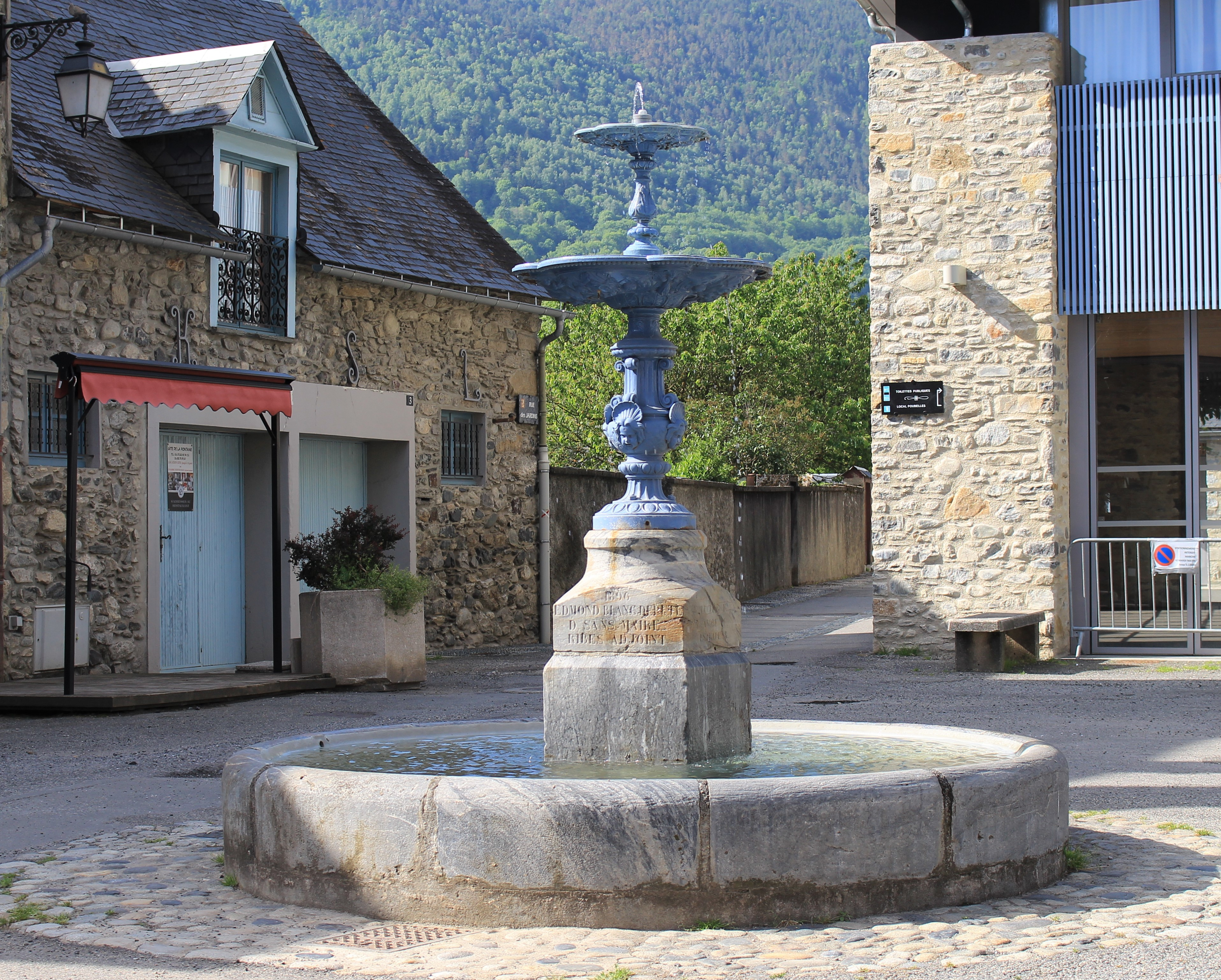
Brunnen
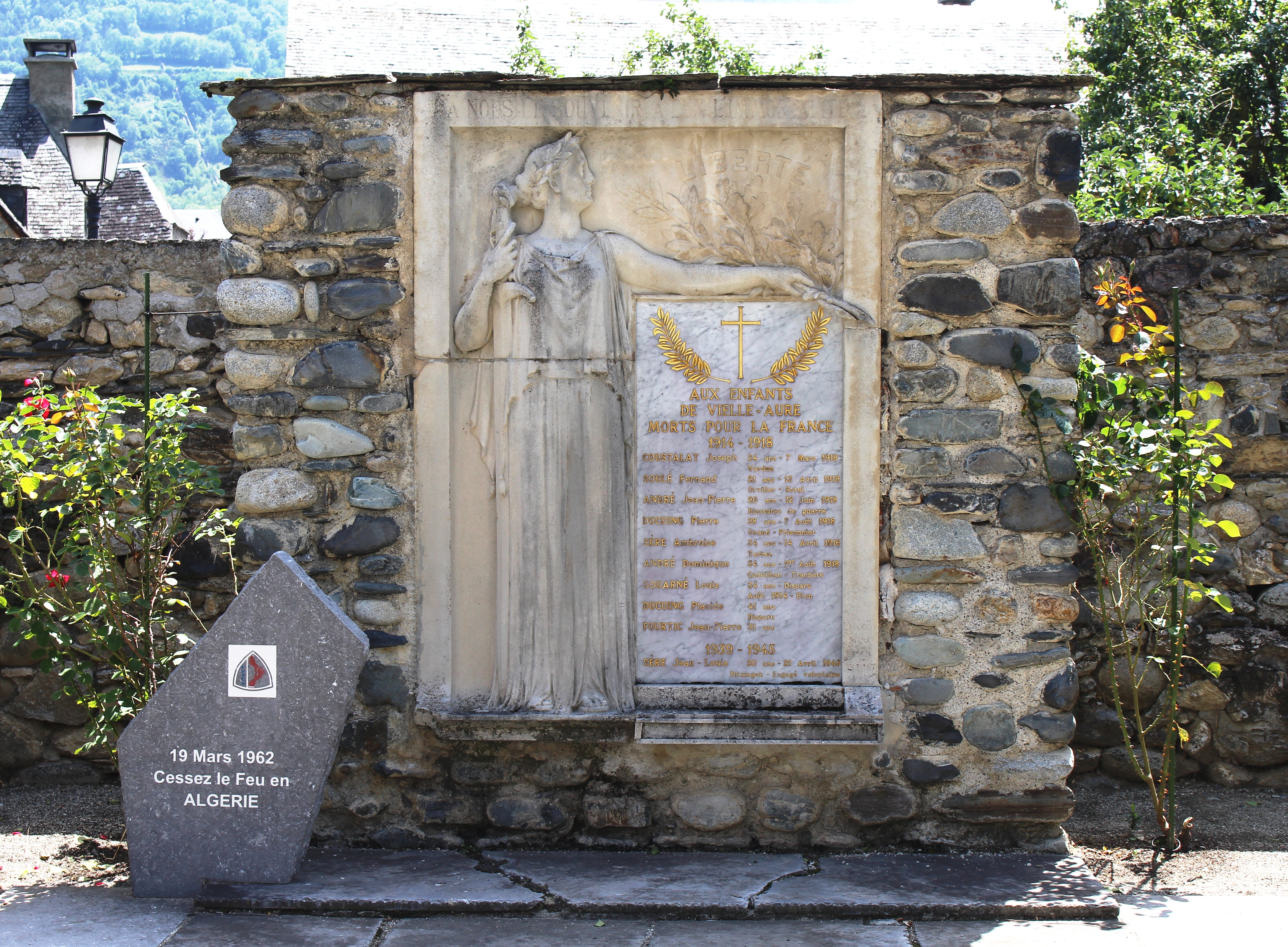
Gefallenendenkmal